# Wallenstein-Tilly-Weg
Der Wallenstein-Tilly-Weg ist ein 84,3 km langer Wanderweg in Nordbayern, der vom Oberpfälzer Waldverein unterhalten wird. Er beginnt in Pruihausen im Westen der Oberpfalz, wo der aus Nürnberg kommende Albquerweg des Fränkischen Albvereins endet. Der Weg führt dann in West-Ost-Richtung bei Querung des Vils- und Naabtals durch stille Wälder und aussichtsreiches Bergland des Naturparklandes zwischen Waldnaab und Böhmerwald zur Tillyschanz bei Eslarn an der tschechischen Grenze. Dabei werden auch kulturkundliche Höhepunkte, wie die Stadt Vilseck, der 900 Jahre alte Markt Luhe und die mächtige Festspielburg Leuchtenberg berührt.

## Orte auf dem Weg
Pruihausen, Boden, Oberweißenbach, Schlicht, Vilseck, Rödlas bei Massenricht (Aussichtsturm Rödlas), Kohlberg, Neudorf bei Luhe-Wildenau, Luhe, Leuchtenberg, Linglmühle, Böhmischbruck, Etzgersrieth, Tröbes, Eslarn, Tillyschanz